# Ouysse
Die Ouysse (im Oberlauf: Louyssé) ist ein Fluss in Frankreich, der im Département Lot in der Region Okzitanien verläuft.

## Geographie

### Verlauf
Sie entspringt unter dem Namen Louyssé im Gemeindegebiet von Espeyroux und entwässert von dort generell in südwestlicher Richtung. Bei Thémines erreicht sie das Karstgebiet Causse de Gramat und versickert dort ganzjährig in den Untergrund. Sie durchquert dann weitgehend unterirdisch den Regionalen Naturpark Causses du Quercy und kommt erst etwa 20 km weiter nordwestlich, etwas südlich von Rocamadour in mehreren Karstquellen wieder an die Oberfläche. Die Ouysse verläuft dann weitgehend nach Norden, nimmt an der alten Wassermühle von Caoulet den bis dahin längeren Alzou von rechts auf und mündet nach insgesamt rund 41 Kilometern in Lacave als linker Nebenfluss in die Dordogne.
Die Ouysse legt ihren Weg nur zu etwa 1/4 oberirdisch zurück, der Rest verläuft im Untergrund.

### Zuflüsse
- Ruisseau du Cros (rechts)
- Ruisseau des Lascurades (rechts)
- Ruisseau des Prats Vieils (rechts)
- Ruisseau de Cahuac (rechts)
- Ruisseau de Lasfargues (rechts)
- Ruisseau d’Aynac (rechts)
- Francés (links, unterirdisch)
- Ruisseau du Morou (rechts, unterirdisch)
- Ruisseau de Lascombes (rechts, unterirdisch)
- Francés (links, unterirdisch)
- Alzou (rechts)

### Orte am Fluss
- Espeyroux
- Thémines
- Rocamadour
- Lacave

## Sehenswürdigkeiten
Teile des Tales sind als Natura 2000-Schutzgebiet unter der Nummer FR7300902 registriert.

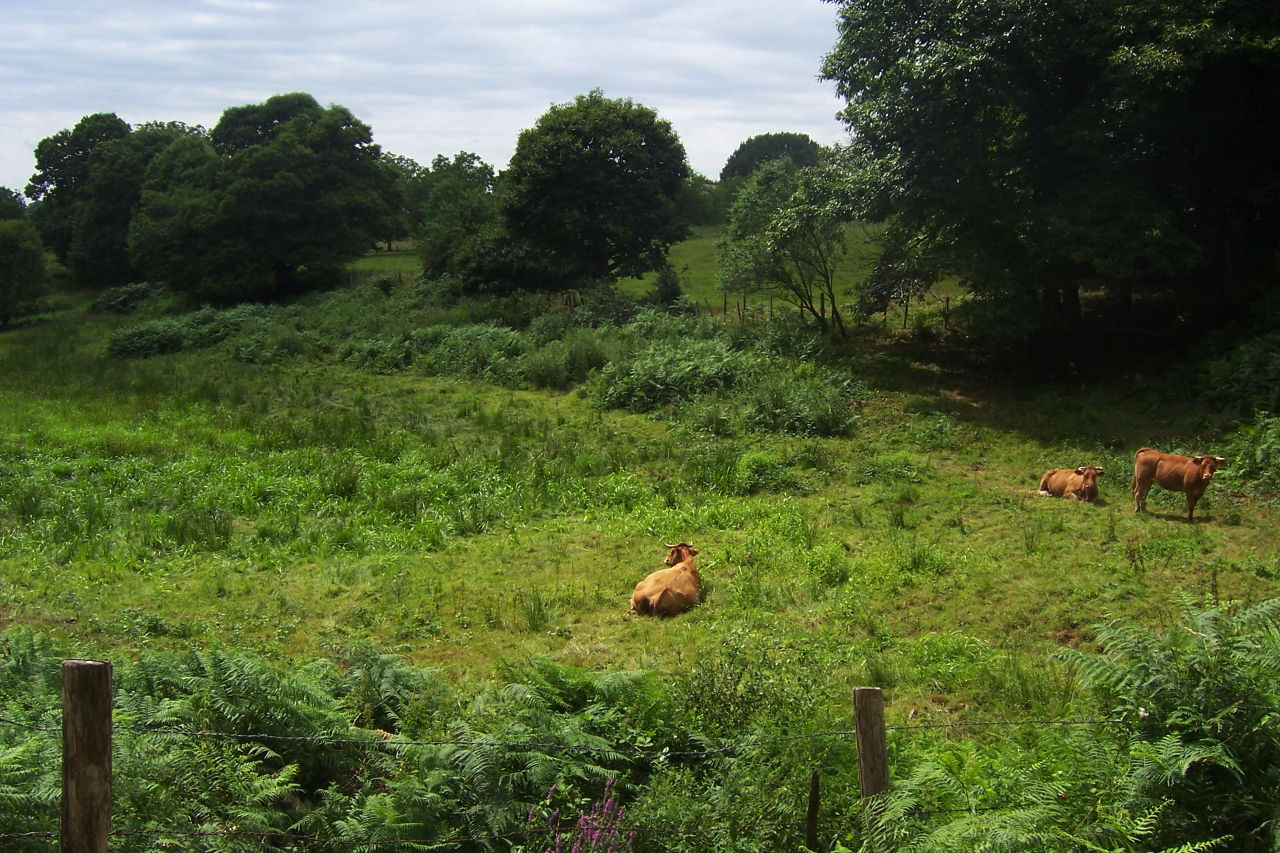
Der Oberlauf der Ouysse
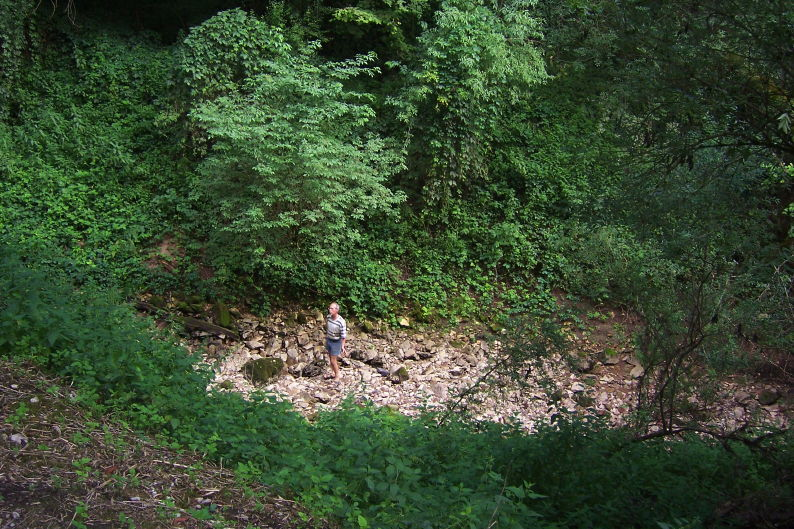
Bei Thémines verliert sich die Spur der Ouysse

### Wiederaustritt der Ouysse

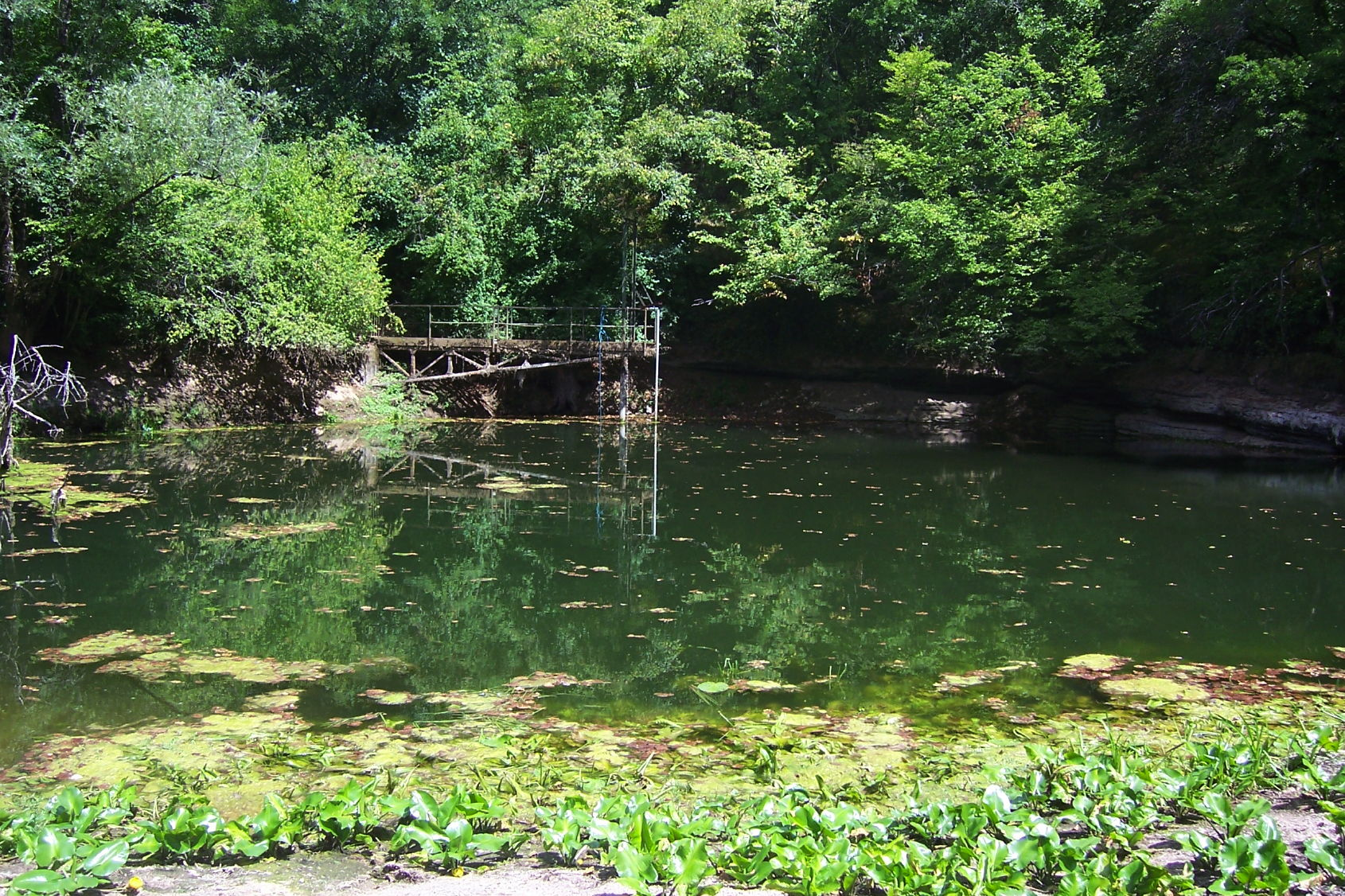
Die Karstquelle von Cabouy

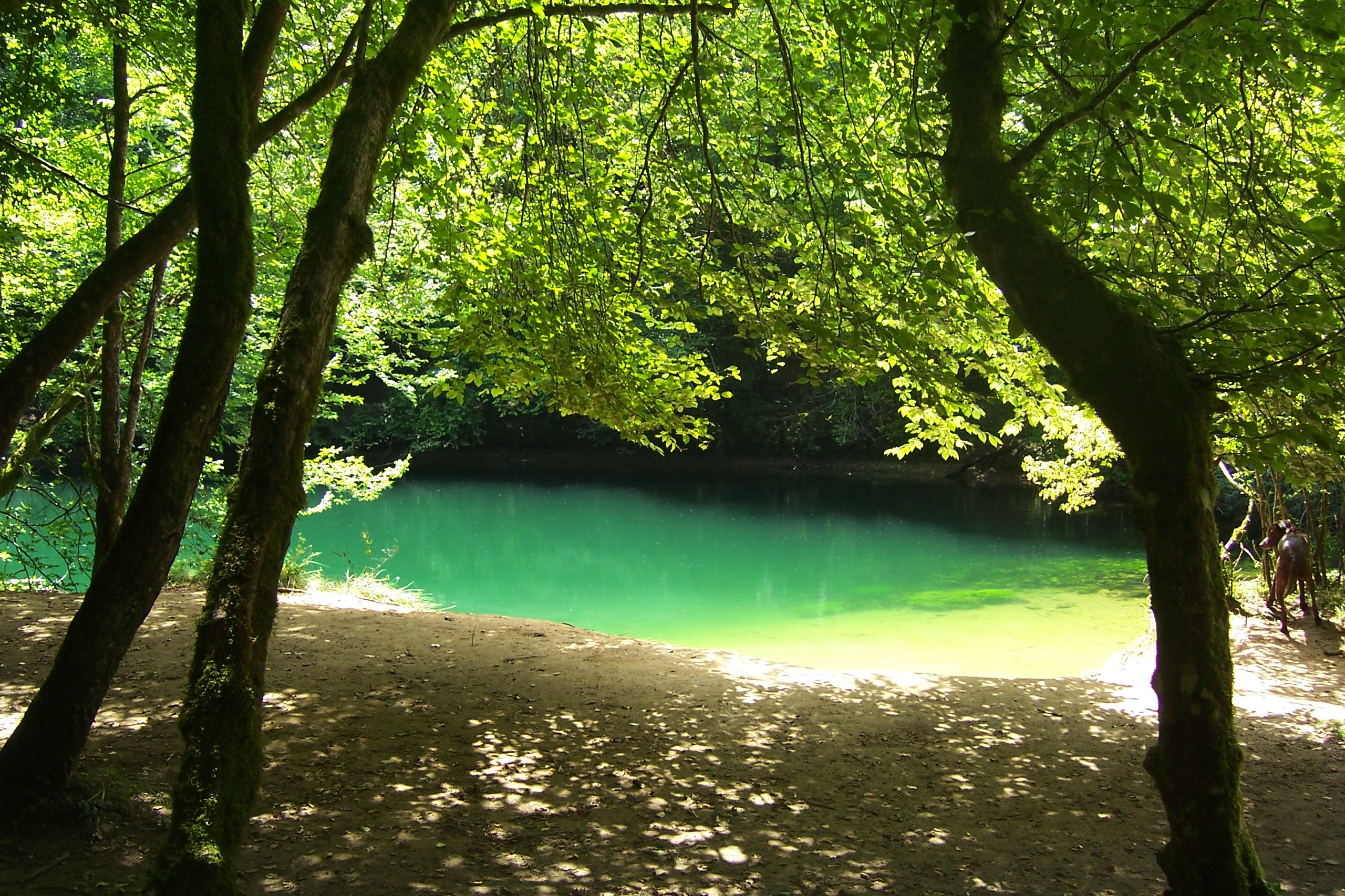
Die Karstquelle von Saint-Sauveur

Die Ouysse tritt südlich von Rocamadour als gewaltiger Fluss in mehreren Karstquellen wieder an die Oberfläche. Die drei größten sind die Source de Cabouy, Source de Saint-Sauveur und die Source de Fontbelle. Sie liegen alle am unteren Ende eines Trockentals.
Die Source de Cabouy (dt. Quelle von Cabouy) liegt auf der Grenze der Gemeinden Rocamadour und Calès auf 115 Metern. Der leicht bläulich schimmernde Quelltopf besitzt einen Durchmesser von etwa 30 m und kann bis zu 30.000 l/s schütten. Am Rand der Quelle errichtete man eine Pumpstation für Trinkwasser, welche heute jedoch nicht mehr besteht. Im Jahre 1977 wurde bei einem Tauchgang die Source de Cabouy bis zu 835 m befahren.
Die Source de Saint-Sauveur (dt. Quelle von Saint-Sauveur) befindet sich auf einer Höhe von 112 Metern, ungefähr einen Kilometer westlich der Quelle von Cabouy. Auf den Bergen oberhalb liegt die Ruine Saint-Sauveur, ein ehemaliges Zisterziensergebäude. Der Grund des 25–30 m breiten und türkis schimmernden Quelltopfs ist mit Sand bedeckt. Der dort entspringende Fluss vereinigt sich nach etwa 700 m mit dem Quellast der Source de Cabouy. 2005 wurde die Quelle bis zu 182 Metern betaucht.
Die Source de Fontbelle (dt. Quelle von Fontbelle) liegt am linken Ufer der Ouysse in der Nähe der Mühle von Caulet. Das kalkhaltige Wasser des kleinen Quelltopfes schimmert leicht bläulich. Die Quelle wurde an die Trinkwasserversorgung angeschlossen.